# Gabriele Oriali
Gabriele Oriali, né le 25 novembre 1952 à Côme, est un footballeur italien, évoluant au poste de milieu de terrain.
C'est un joueur emblématique de l'Inter Milan, avec ses treize saisons (1970-1983) et ses 277 matchs joués dans le club milanais. Il a également joué une centaine de matchs pour l'AC Fiorentina, avant de mettre un terme à sa carrière professionnelle.
Il a joué 28 matchs sous le maillot de la Squadra Azzura, entre 1978 et 1983, et a notamment remporté la Coupe du monde 1982 en Espagne.

## Biographie

### Jeunesse
Natif de Côme en Lombardie, d'un père italien et d'une mère roumaine, il commence à jouer au football dans la ville de Cusano Milanino au poste d'arrière droit en compagnie d'Aldo Maldera qui lui jouait arrière gauche. Enfant, il est un fervent supporter de la Juve, son père partageant avec lui sa passion pour cette équipe et ses idoles de l'époque Ernesto Castano, Sandro Salvadore ou encore Giampaolo Menichelli. Mais c'est à l'Internazionale Milan qu'il s'engage à l'âge de 13 ans, contre 100 000 lires. Pendant son adolescence, il est engagé dans un salon de coiffure afin de gagner quelques lires.

### Joueur
Oriali joue quatre saisons dans les équipes de jeune de l'Inter, avant d'entrer dans l'équipe sénior au poste de milieu de terrain. Il débute ainsi sa carrière très jeune et remporte dès sa première année le championnat d'Italie 1970-1971. Oriali devient dès lors un des principaux cadres de l'équipe et le reste durant toutes les années 1970, en compagnie notamment d'Ivano Bordon et Evaristo Beccalossi (it), avec qui il se lie d'amitié. Avec l'Inter, il gagne deux titres de champion (1970-71 et 1979-80) ainsi que deux coupes d'Italie (1977-78 et 1981-82). Il participe à ce propos grandement au titre de champion en 1980, marquant un but important dans le derby milanais le 2 mars (victoire de l'Inter 1-0). Ce but est sélectionné dans les « 101 buts qui ont fait la grandeur de l'Inter ». Il fait également partie de l'équipe qui perd contre l'Ajax en finale de la coupe des clubs champions européens 1971-1972.
Il est appelé en sélection pour la première fois le 21 décembre 1978, pour un match amical face à l'équipe d'Espagne. Il marque son seul et unique but en équipe nationale contre l'équipe de Suède, à Florence le 26 septembre 1979 (victoire de l'Italie 1-0).
Après avoir gagné le scudetto en 1979–80 avec l'Inter, il dispute le championnat d'Europe 1980 où l'Italie finit à la quatrième place, perdant contre la Tchécoslovaquie aux tirs au but.
Oriali est également connu pour s'être fait remarquer lors d'un derby milanais, joué le 25 octobre 1981, au cours duquel il inscrit le but de la victoire pour son équipe puis plus tard dans le match reçoit de la part du défenseur du Milan AC Mauro Tassotti un coup de pied en pleine tête lui valant 30 points de suture.
En 1982 il est un élément clé de l'équipe nationale italienne pendant la coupe du monde en Espagne. Oriali y joue cinq matchs, disputant les matchs importants contre l'Argentine et le Brésil, la demi-finale contre la Pologne et enfin la finale contre l'Allemagne de l'Ouest. L'Italie l'emporte 3-1 et gagne ainsi sa troisième coupe du monde. Le dernier match d'Oriali avec la sélection italienne a lieu le 29 mai 1983 contre la Suède à Göteborg, dans le cadre des éliminatoires du championnat d'Europe 1984 (défaite de l'Italie 2-0).
Après le titre mondial gagné en 1982, il termine sa carrière à la Fiorentina où il joue quatre saisons. En 1987 il se retire après 392 matchs disputés en première divisions et 43 buts marqués dont 6 dans le derby milanais, ainsi que 45 matches et 3 buts en coupe d'Europe (avec l'Inter),.

### Dirigeant
Après avoir mis un terme à sa carrière de joueur, Oriali est devenu dirigeant de club. Il a notamment été directeur sportif à Bologne, puis à Parme. Finalement, il revient à l'Inter Milan, en tant que directeur technique. Il fait partie du staff technique de la sélection nationale italienne, en tant que coordinateur sportif, depuis le 25 août 2014.

## Carrière
- 1970-1983 :  Inter Milan
- 1983-1987 :  AC Fiorentina[5],[6]

## Palmarès
- Vainqueur de la Coupe du monde 1982 avec l'équipe d'Italie
- 28 sélections et 1 but en équipe d'Italie entre 1978 et 1983
- Finaliste de la Coupe d'Europe des clubs champions en 1972 avec l'Inter Milan
- Champion d'Italie en 1971 et 1980 avec l'Inter Milan
- Vainqueur de la Coupe d'Italie en 1978 et 1982 avec l'Inter Milan
- Finaliste de la Coupe d'Italie en 1977 avec l'Inter Milan

## Dans la culture populaire
Un hommage lui est rendu par Luciano Ligabue dans sa chanson Una vita da mediano (it).

« Una vita da mediano / lavorando come Oriali / anni di fatiche e botte e / vinci casomai i Mondiali... »

— Luciano Ligabue, Una vita da mediano (it)